# Campionato asiatico maschile di pallamano 2006
Il Campionato asiatico maschile di pallamano 2006 è stata la 12ª edizione del torneo organizzato dalla Asian Handball Federation e rivolto a nazionali asiatiche di pallamano maschile. Il torneo si è svolto dal 12 al 21 febbraio 2006 in Thailandia, ospitato nella città di Bangkok.
Il torneo ha visto l'affermazione della nazionale del Kuwait per la quarta volta nella sua storia.

## Squadre partecipanti
- Kuwait
- Thailandia
- Bahrein
- Giordania
- Corea del Sud
- Giappone
- Iran
- Arabia Saudita*
- Cina
- Qatar

 *Ritirata

## Podio
| Pos. | Squadra       |
| ---- | ------------- |
| 1°   | Kuwait        |
| 2°   | Corea del Sud |
| 3°   | Qatar         |